# لعبة فيديو فردية

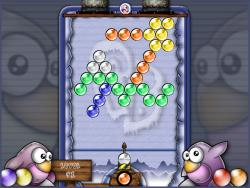

لعبة فيديو فردية (بالإنجليزية: Single-player video game)‏ هي لعبة حيث المتوقع أن يتم الإدخال عبر شخص واحد فقط طوال جلسة اللعبة. عادة تعني لعبة يمكن لعبها فقط عبر شخص واحد، بينما " النمط الفردي (single-player mode) "عادة يشير إلى نمط لعبة للاعب واحد، بينما بإمكان عدة لاعبين اللعب من خلال نمط مختلف، غالبًا ما تُلعب هذا اللعبة ضد شخصيات يتحكم فيها الكمبيوتر. من أمثلتها : لعبة غود أوف وور ، لعبة ميتال غير سوليد 4 ، لعبة ريزدنت إيفل 4.
على الرغم من أن معظم الألعاب الحديثة تتضمن عنصر اللاعب واحد إما بشكل أساسي أو كواحد من عدة أوضاع في اللعبة، فإن صناعة ألعاب الفيديو ينظر إليها حاليًا على أنها ثانوية لمستقبل الألعاب، حيث صرح نائب رئيس إلكترونيك آرتس فرانك جيبو بأنه في عام 2012 لم يوافق على تطوير لعبة واحدة كتجربة للاعب واحد. وقدرة الألعاب الفردية على التقاط أرقام مبيعات ضخمة، مخفية في قصصها المثيرة ورسوماتها الرائعة وتفاصيل الشخصية الواقعية، من الأمثلة على ذلك هاف-لايف.